# Wilhelm Anton Michael von Attems-Petzenstein
Wilhelm Anton Michael, comte von Attems-Petzenstein (5 janvier 1848, Goritz - 17 mai 1916, Baden) est un général autrichien.

## Biographie
Fils du comte Karl Bernhard Michael von Attems-Heiligenkreuz (1809–1849) et d'Orsolina Gogoli (1812–1863), il épouse en 1877 la baronne Melanie Jordis von Lohausen (1858–1939).
Il suit la carrière militaire et est promu major-général en 1908, puis Feldmarschall-Leutnant en 1912. Il commande la Infanterie-Division N.56 durant la Première Guerre mondiale.

## Sources
- (de) Cet article est partiellement ou en totalité issu de l’article de Wikipédia en allemand intitulé « Wilhelm Anton Michael von Attems-Petzenstein » (voir la liste des auteurs).